# Chen Yuekun

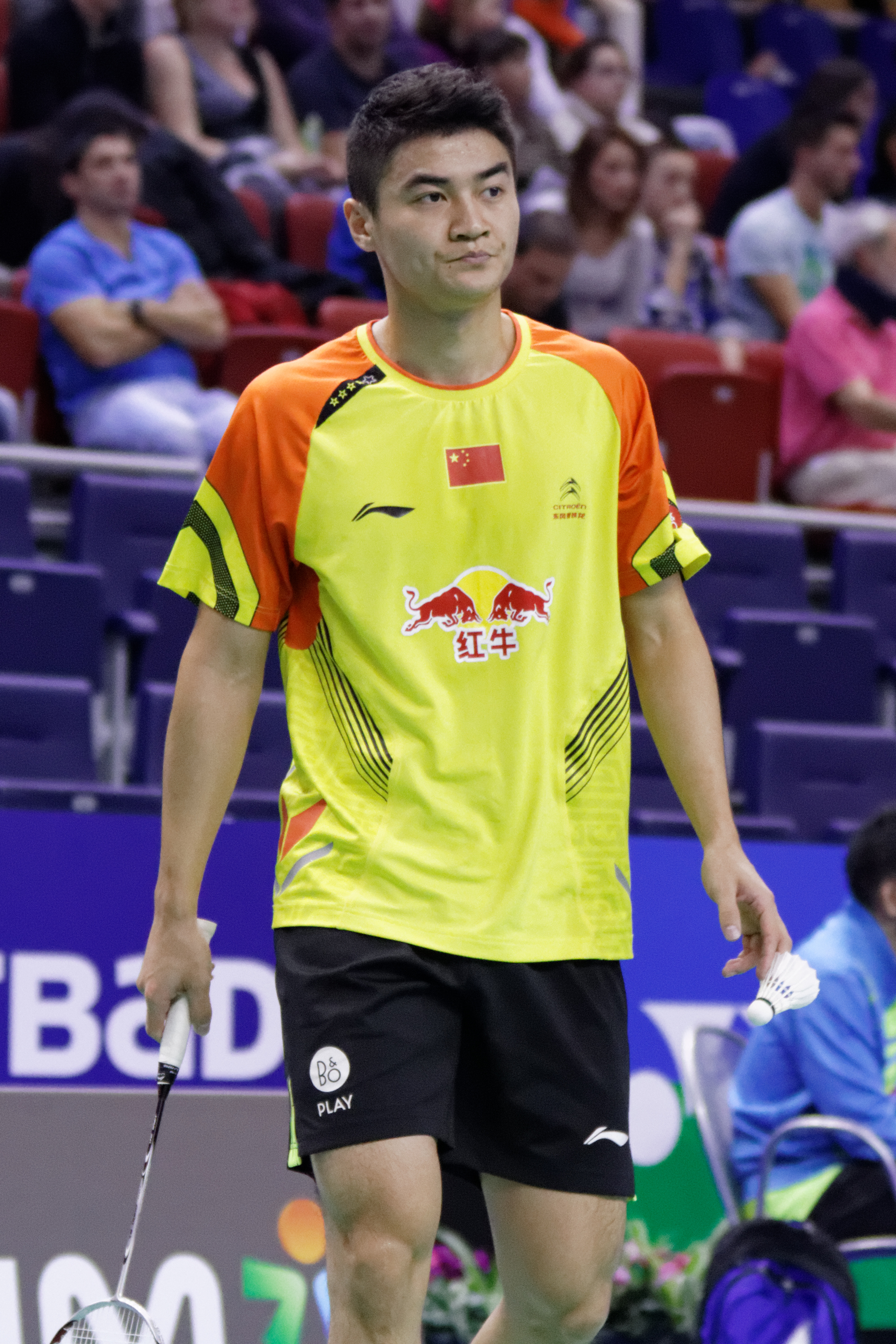
Chen Yuekun, French Super Series 2013.

Chen Yuekun (chinesisch 陈跃坤, Pinyin Chén Yuèkūn, * 30. Oktober 1990 in Wuhan, Provinz Hubei) ist ein chinesischer Badmintonspieler.

## Karriere
Chen Yuekun gewann 2010 die prestigeträchtigen Vietnam Open, wobei er im Finale Wei Nan aus Hongkong besiegte. Beim India Open Grand Prix 2010 konnte er bis ins Viertelfinale vordringen. Beim China Masters 2011 schied er dagegen schon in Runde eins aus.

## Sportliche Erfolge
| Saison | Veranstaltung         | Disziplin    | Platz | Name        |
| ------ | --------------------- | ------------ | ----- | ----------- |
| 2010   | India Open Grand Prix | Herreneinzel | 5     | Chen Yuekun |
| 2010   | Vietnam Open          | Herreneinzel | 1     | Chen Yuekun |
| 2012   | Macau Open            | Herreneinzel | 1     | Chen Yuekun |